# 13. Arrondissement (Paris)

Logo der mairie des 13. Arrondissements

Das 13. Pariser Arrondissement, das Arrondissement des Gobelins, ist eines von 20 Pariser Arrondissements. Dieses ehemalige Arbeiterviertel hat nur eine geringe touristische Bedeutung. Heutzutage ist es hauptsächlich bekannt für sein Quartier asiatique („asiatisches Viertel“) und für die im Jahre 1990 angesiedelte französische Nationalbibliothek.

## Geographische Lage
Das 13. Arrondissement liegt auf dem linken Ufer der Seine. Es grenzt im Norden durch die Seine getrennt an das 12. Arrondissement, im Westen an das 14. und 5. Arrondissement. Im Süden liegen jenseits der Ringautobahn (Boulevard périphérique) die Gemeinden Gentilly, Le Kremlin-Bicêtre und Ivry-sur-Seine.

## Viertel im 13. Arrondissement
Das Arrondissement besteht aus den folgenden vier Stadtvierteln:
- Quartier de la Salpêtrière, abgegrenzt durch den Boulevard Vincent-Auriol, die Seine, die Avenue des Gobelins, den Boulevard Saint-Marcel und den Boulevard de l’Hôpital. In diesem Viertel steht das Hôpital de la Pitié-Salpêtrière.
- Quartier de la Gare, abgegrenzt durch den Boulevard périphérique, die Seine, die Avenue d’Italie und den Boulevard Vincent-Auriol.
- Quartier de la Maison-Blanche, abgegrenzt durch die Avenue d’Italie, den Boulevard périphérique, den Boulevard Auguste-Blanqui und das 14. Arrondissement.
- Quartier de Croulebarbe, abgegrenzt durch den Boulevard Auguste-Blanqui, die Rue de la Santé, die Avenue des Gobelins und den Boulevard de Port Royal. Hier befindet sich auch die Avenue des Gobelins und die Manufacture des Gobelins.

Nach der offiziellen Zählung der Pariser Stadtviertel handelt es sich dabei um die Quartiers 49 bis 52.
Neben der offiziellen verwaltungstechnischen Einteilung spricht man auch umgangssprachlich von folgenden Stadtteilen:
- Butte aux Cailles
- Quartier asiatique, das „asiatische Viertel“ im Quartier de la Gare
- Rive Gauche bzw. Seine Rive Gauche (links der Seine): Sein nördlicher Teil liegt im Quartier de la Salpêtrière, der südliche im Quartier de la Gare. Eine der größten Baustellen Frankreichs belegt hier zurzeit den östlichen Teil des Arrondissements entlang der Seine.

## Demographische Daten
Nach der Volkszählung von 1999 waren im 715 ha großen 13. Arrondissement 171.533 Einwohner gemeldet. Das entspricht einer Bevölkerungsdichte von 23.991 Einwohnern pro km². Somit haben im Arrondissement 7,8 % der Pariser Bevölkerung ihren Hauptwohnsitz.

## Rathaus
Das Rathaus des 13. Arrondissements steht auf dem Place d’Italie, Nr. 1.

## Bürgermeister
Bürgermeister ist seit Juli 2007 Jérôme Courmet, Mitglied der PS, der seinen von 2001 bis 2007 amtierenden Parteifreund Serge Blisko ablöste.

## Geschichte

### Entstehung
Das 13. Arrondissement ist durch die Ausdehnung Paris’ im Jahre 1860 entstanden. Es besteht aus Teilen des alten 12. Arrondissements und der ehemaligen Gemeinden Gentilly und Ivry-sur-Seine. Es bekam die Nummer 13, weil das gleichzeitig neu gegründete heutige 16. Arrondissement diese Nummer ablehnte.

### Industrie und Technik um die Jahrhundertwende
Die Viertel des 13. Arrondissements waren Zeuge einiger wichtiger technischer Fortschritte. Die ersten Ballonfahrer in der Menschheitsgeschichte, Jean-François Pilâtre de Rozier und François d’Arlandes, landeten am 21. November 1783 auf der Butte aux Cailles, nachdem sie beim Schloss La Muette aufgestiegen waren.
Von der Mitte des 19. Jahrhunderts bis ins 20. Jahrhundert hinein war das 13. Arrondissement geprägt von starken industriellen Aktivitäten:
Im Jahre 1891 gründeten Panhard & Levassor dicht neben der Porte d’Ivry die weltweit erste Automobilfabrik.
Die Schokoladenfabrik Meunier hatte hier ihren Standort und die Fabriken Say und SUDAC produzierten die im Pariser Stadtnetz benötigte Druckluft. Dadurch wurde das 13. Arrondissement zu einem Arbeiterviertel, das schon früh Einwanderer aus verschiedenen Nationen anzog.

### Unternehmen „Italie 13“
Der im Süden des Place d’Italie gelegene Teil des Arrondissements war in der zweiten Hälfte des 20. Jahrhunderts Gegenstand grundlegender Veränderungen.
Vor dem Zweiten Weltkrieg wurde die Cité Jeanne d’Arc (Boulevard Vincent-Auriol) teilweise renoviert. Auch weitere als gesundheitsgefährdend eingestufte Stadtgegenden wurden renoviert:
Gegend Nr. 13 (Boulevard Auguste-Blanqui), Gegend Nr. 4 (rund um den Place Nationale), die Gegend Bièvre.
Das wichtigste Unternehmen allerdings ist das sogenannte Unternehmen „Italie 13“. Inspiriert durch die urbanen Theorien von
Le Corbusier, sollte es den Bereich um Butte aux Cailles, Rue Nationale, Boulevard Vincent-Auriol bis zur Porte d’Italie umgestalten. Ergebnis waren mehr als dreißig um die hundert Meter hohe Hochhäuser, insbesondere in der Gegend Les Olympiades.

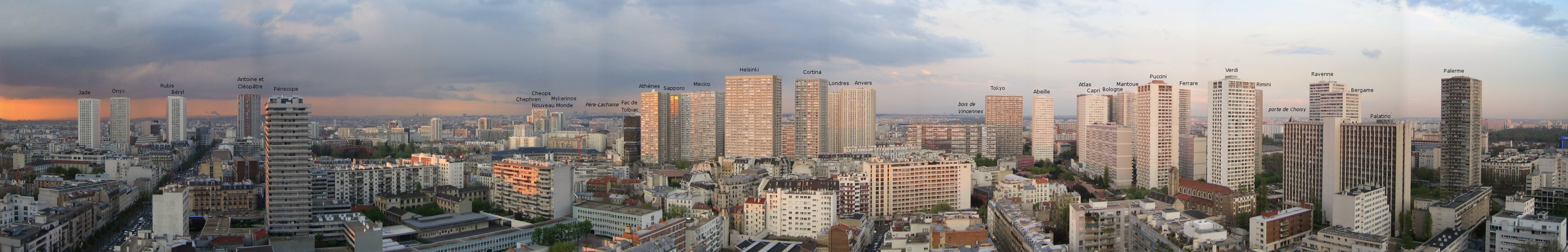
Kommentierte Panoramasicht des Arrondissement

### Zuwanderung, Entstehung des asiatischen Viertels
Zu der Zeit, als dieses Unternehmen unterbrochen wurde, Mitte der 1970er Jahre, kamen die ersten vietnamesischen Flüchtlinge ins Arrondissement. Sie fanden Platz in den neuen, aber größtenteils leerstehenden Hochhäusern.
Die nächste Welle von Flüchtlingen und Immigranten aus Südostasien, vorwiegend aus Kambodscha und Laos und später aus der Volksrepublik China, verwandelten einen Teil im Süden des Arrondissements in das Quartier asiatique, ohne allerdings eine Art „Ghetto“ zu bilden, wie in anderen Chinatowns. Neben den Asiatischstämmigen lebt auch eine größere Zahl an Einwanderern aus dem Maghreb, der Karibik und Subsahara-Afrika im 13. Arrondissement, vor allem im südlichen Teil Richtung Porte d'Ivry und Porte de Vitry.

### Aktuelle Entwicklung
Neue große Bauarbeiten wurden Anfang der 1990er im östlichen Teil des Arrondissements begonnen. Sie umfassten den Bau der Bibliothèque nationale de France und die großflächige Gestaltung des neuen Viertels Paris Rive Gauche entlang der Seine. Es ist das einzige Viertel, das sich nicht im Umkreis der Place d’Italie befindet. Durch Bahnschienen des Gare d’Austerlitz vom Rest des Arrondissements getrennt und teilweise davon überdeckt, wendet sich dieses Viertel zum anderen Ufer der Seine. Dort ist es über die Métrolinie 14 und über die im Juni 2006 eröffnete Fußgängerbrücke Passerelle Simone de Beauvoir an den Parc de Bercy angebunden. Langfristig soll es das ganze Ufer von Gare d’Austerlitz bis zum Boulevard périphérique bedecken. Es handelt sich dabei immer noch um eine der größten Baustellen Frankreichs.

### Diverses
Am 26. August 2005 forderte eine Brandkatastrophe in einem von afrikanischen Familien bewohnten Gebäude am Boulevard Vincent-Auriol (Hausnummer 20) 17 Tote, darunter 13 Kinder.

## Sehenswürdigkeiten
- Bibliothèque nationale de France
- Gare d’Austerlitz
- Les Frigos, ein altes Kühlhaus im Quartier de la Gare
- Gobelin-Manufaktur
- Hôpital de la Salpêtrière: Errichtet auf dem Standort eines alten Pulvermagazins, setzt sich das Hospital zusammen aus mehreren Mitte des 19. Jahrhunderts erbauten Gebäuden. In der Mitte steht die Kirche Saint-Louis de la Salpêtrière.

## Grünflächen
- Parc de Choisy
- Parc Kellermann
- Jardin du Moulin de la Pointe

## Wichtige Straßen und Plätze

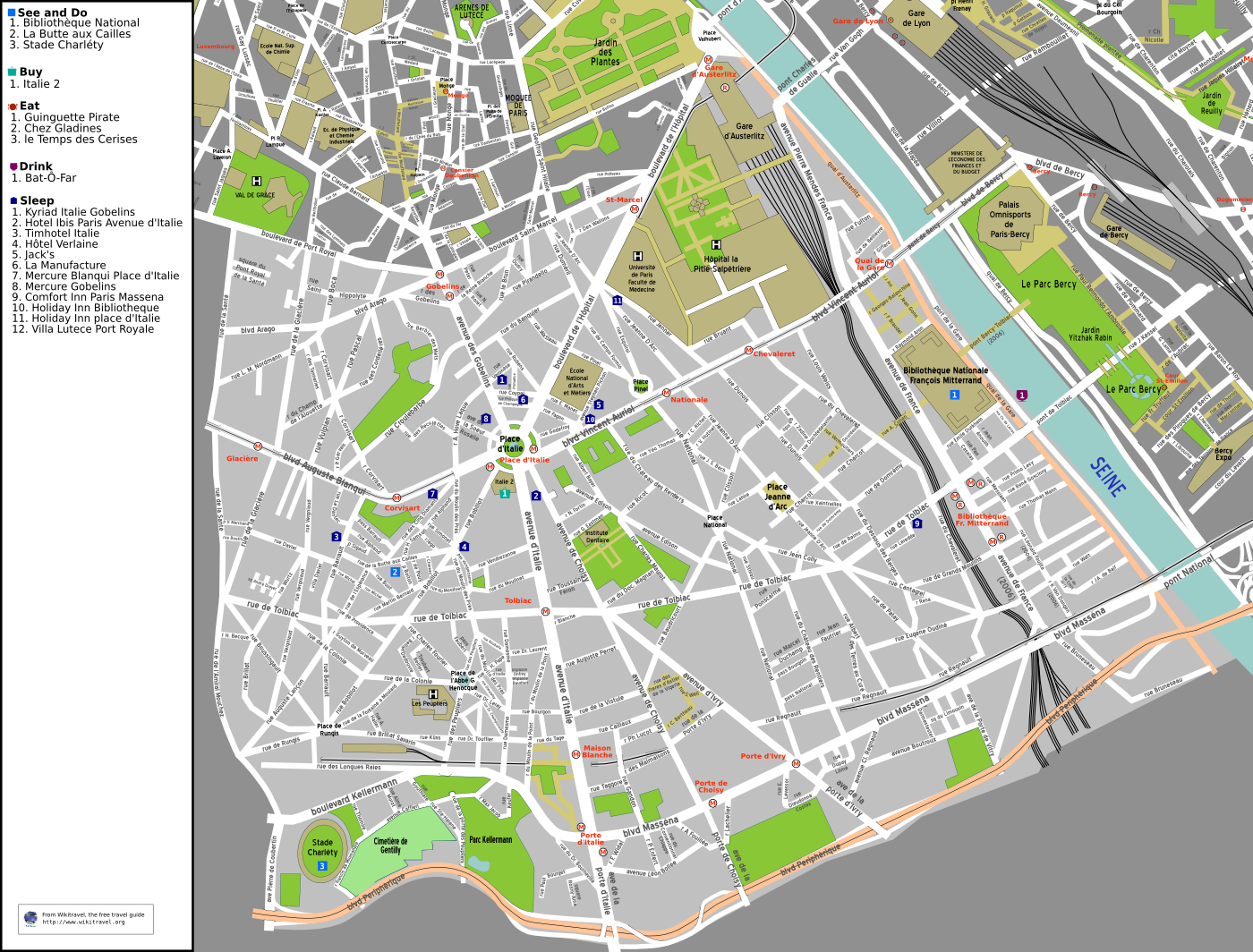
Stadtplan des 13. Arrondissement

Das Herz des Arrondissement ist der kreisförmige Place d’Italie. Hier laufen sowohl die wichtigen Boulevards und Avenues als auch die Metrolinien zusammen. Gleichzeitig bildet er den Grenzpunkt der Viertel Butte aux Cailles, Gobelins und Quartier asiatique.
- Place de l’Abbé-Georges-Hénocque
- Boulevard Auguste-Blanqui
- Rue Bobillot
- Rue Boussingault
- Avenue de Choisy
- Avenue de France
- Rue de la Glacière
- Avenue des Gobelins
- Boulevard de l’Hôpital
- Avenue d’Italie
- Place d’Italie
- Avenue d’Ivry
- Boulevard Kellermann
- Boulevard Masséna
- Rue du Moulin-de-la-Pointe
- Place de Rungis
- Rue de Tolbiac
- Boulevard Vincent-Auriol
- Rue Watt

## Öffentlicher Nahverkehr
Das Arrondissement wird abgedeckt durch die Linien 5, 6, 7 und 14 der Pariser Metro und durch die Linie C der RER.
Über den Im Norden des Arrondissements gelegenen Bahnhof, dem Gare d’Austerlitz, gelangt man mit der SNCF in den Süden Frankreichs.
Über die im Süden gelegenen Ringlinie, genannt Chemin de fer de Petite Ceinture (dt.: kleiner Eisenbahngürtel), wurde ehemals der Güterverkehr abgewickelt; heute ist sie stillgelegt.
Seit Dezember 2006 bedient die neue Linie 3 der Pariser Straßenbahn den Süden des Arrondissements.

## Sportanlagen
- Stade Charléty, an der Grenze zum 14. Arrondissement
- Halle Georges Carpentier, verbunden mit einigen Stadien in einem großflächigen Sportkomplex östlich vom Boulevard Masséna

## Leben im Arrondissement

### Kunst
Das 13. Arrondissement profitiert durch die Anwesenheit vieler Galerien der Avantgarde in der Rue Louise-Weiss.
Im selben Gebiet beherbergen seit Anfang der 1980er Jahre die immensen Frigos, historische Kühllager, eine Vielzahl von Künstlerateliers.

### Architektur
Architektonisch sind nur wenige Arrondissements geschaffen worden mit Hilfe der Möglichkeiten der modernen Architektur. Daraus resultierend baut das 13. Arrondissement auf die Realisationen der großen Namen des 20. Jahrhunderts
und der aktuellen Zeitgeschichte, darunter sind:
- zwei der wenigen von Le Corbusier in Paris erbauten Gebäude: Das im Jahre 1924 entstandene Maison Planeix am Boulevard Masséna Nr. 26 und das im Jahre 1934 entstandene Gebäude der Heilsarmee, zwischen der Rue Cantagrel und der Rue du Chevaleret
- die wichtige Gesamtheit des Wohnungsbaus in Hautes-Formes von Christian de Portzamparc aus dem Jahre 1975, welches das Konzept eines offenen Häuserblocks (îlot ouvert) erahnen lässt, das zurzeit im neuen Viertel Paris Rive Gauche angewendet wird
- das Einkaufszentrum Charenton Le Pont, Bercy 2 (1987) von Renzo Piano (drittes Bauprojekt in Frankreich nach dem Centre Georges Pompidou)
- der erste Bau von Norman Foster in Paris: Ein Bürogebäude an der Kreuzung Rue Neuve-de-Tolbiac und Avenue de France aus dem Jahre 2004